# Capital de la Cultura Islámica
La Capital de la Cultura Islámica (en árabe: عاصمة الثقافة الإسلامية‎; transliteración DIN 31635: ʿĀṣimat aṯ-ṯaqāfa al-islāmiyya) es un título concedido por la Organización Islámica para la Educación, la Ciencia y la Cultura (Islamic Educational, Scientific and Cultural Organization; ISESCO), con sede en Rabat, la capital marroquí. Fue concedido por primera vez a La Meca en 2005, aunque desde entonces se concedió separadamente a tres ciudades, una de cada una de las regiones árabe, africana y asiática.
| Año  | Región Árabe                                 | Región Africana           | Región Asiática                              |
| ---- | -------------------------------------------- | ------------------------- | -------------------------------------------- |
| 2005 | La Meca ( Arabia Saudita)                    | La Meca ( Arabia Saudita) | La Meca ( Arabia Saudita)                    |
| 2006 | Alepo ( Siria)                               | Timbuctú ( Mali)          | Isfahán ( Irán)                              |
| 2007 | Fez ( Marruecos) / Trípoli ( Libia)          | Dakar ( Senegal)          | Tashkent ( Uzbekistán)                       |
| 2008 | Alejandría ( Egipto)                         | Yibuti ( Yibuti)          | Lahore ( Pakistán)                           |
| 2009 | Kairuán ( Túnez)                             | Yamena ( Chad)            | Bakú ( Azerbaiyán) / Kuala Lumpur ( Malasia) |
| 2010 | Tarim ( Yemen)                               | Moroni ( Comoras)         | Dusambé ( Tayikistán)                        |
| 2011 | Tlemecén ( Argelia) / Nuakchot ( Mauritania) | Conakry ( Guinea)         | Yakarta ( Indonesia)                         |
| 2012 | Nayaf ( Irak)                                | Niamey ( Níger)           | Dhaka ( Bangladés)                           |
| 2013 | Trípoli ( Líbano)                            | Kano ( Nigeria)           | Ghazni ( Afganistán)                         |
| 2014 | Sharjah ( Emiratos Árabes Unidos)            | Uagadugú ( Burkina Faso)  | Biskek ( Kirguistán)                         |
| 2015 | Nizwa ( Omán)                                | Cotonú ( Benín)           | Almaty ( Kazajistán)                         |
| 2016 | Kuwait ( Kuwait)                             | Freetown ( Sierra Leona)  | Malé ( Maldivas)                             |
| 2017 | Amán ( Jordania) / Sennar ( Sudán)           | Kampala ( Uganda)         | Mashhad ( Irán)                              |
| 2018 | Manama ( Baréin)                             | Libreville ( Gabón)       | Najicheván ( Azerbaiyán)                     |
| 2019 | Jerusalén ( Palestina)                       | Bisáu ( Guinea-Bisáu)     | Bandar Seri Begawan ( Brunéi)                |
| 2020 | El Cairo ( Egipto)                           | Bamako ( Mali)            | Bujará ( Uzbekistán)                         |
| 2021 | Doha ( Catar)                                | Banjul ( Gambia)          | Islamabad ( Pakistán)                        |
| 2022 | Damasco ( Siria)                             | Yaundé ( Camerún)         | Bandung ( Indonesia)                         |
| 2023 | Bengasi ( Libia)                             | Mogadiscio ( Somalia)     | Selangor ( Malasia)                          |
| 2024 | Marrakech ( Marruecos)                       | Lomé ( Togo)              | Kabul ( Afganistán)                          |